# Ольден, Рудольф
Рудольф О́льден (нем. Rudolf Olden; 14 января 1885, Штеттин — 18 сентября 1940, Атлантический океан) — немецкий журналист и адвокат, известный в Веймарской республике.

## Биография
Рудольф Ольден — сын писателя Иоганна Оппенгейма, который в 1891 году взял имя Ганс Ольден, и его супруги, актрисы Розы Штейн. Старший брат Рудольфа — журналист и писатель Бальдер Ольден. Экономист Генрих Бернгард Оппенгейм и художник Мориц Оппенгейм приходились Рудольфу Ольдену дальними родственниками.
В родном Штеттине Ольден успешно сдал экзамены на аттестат зрелости и мечтал о военной карьере. Он поступил добровольцем в 24-й гвардейский драгунский полк в Дармштадте, участвовал в наступлении на Бельгию и Францию и весной 1915 года попал на восточный фронт. Получив несколько наград, Ольден закончил Первую мировую войну в звании обер-лейтенанта. Полученный на войне опыт повлиял на политические взгляды Ольдена. Он бросил службу и занялся журналистикой, работал на пацифистский журнал Der Friede в Вене. Одновременно Ольден стал членом редакции Der neue Tag.
В 1920 году Ольден женился на психоаналитике Марии-Кристине Фурнье, дочери венского историка Августа Фурнье. В этот период Ольден подружился с Арнольдом Гёльригелем, Бенно Карпелесом, Эгоном Кишем и Альфредом Польгаром. После закрытия газеты Der neue Tag Ольден вместе с писателем Гуго Беттауэром журнал Er und Sie. Это периодическое издание выходило с подзаголовком «Еженедельник о культуре жизни и эротике» и начиная с первого выпуска вызывало самые противоречивые оценки.
В 1926 году Ольден получил от берлинского издателя Теодора Вольфа приглашение работы в редакции газеты Berliner Tageblatt. В Берлине Ольден вскоре произвёл фурор своими передовицами на текущие политические темы и спустя некоторое время был назначен шеф-редактором и заместителем Вольфа. В Берлине Ольден женился на модельере Изольде Богут. Один из самых известных журналистов, Рудольф Ольден работал также с журналами Die Menschenrechte, Das Tage-Buch и Die Weltbühne. В том же 1926 году Ольден получил лицензию адвоката и несколько лет занимался адвокатской деятельностью. В 1931 году Ольден вошёл в состав правления Немецкой лиги за права человека. 4 августа 1931 года Курт Тухольский в «Вельтбюне» употребил выражение «Солдаты — убийцы», за что ответственный шеф-редактор издания Карл Осецкий был обвинён в оскорблениях рейхсвера. Ольден защищал Осецкого в суде и добился его оправдания.
17 февраля 1933 года Ольден выступал на собрании Союза защиты немецких писателей и созвал конгресс «Свободное слово» в берлинской «Кролль-опере», в котором приняли участие почти полторы тысячи деятелей искусства и науки и политиков. В 1933 году Ольден женился в третий раз на психоаналитике Ике Гальперн, у супругов в 1938 году родилась дочь Мэри Элизабет. На следующий день после пожара в Рейхстаге Ольден благодаря информации от друзей успел избежать ареста. Он выехал в Прагу, где в следующем году выпустил анонимное эссе «Гитлер Завоеватель. Разоблачение легенды». Из Праги Ольден выехал в Париж, где в 1934 году вышла его знаменитая «Чёрная книга о положении евреев в Германии». В том же году Ольден возглавил газету Das Reich в Саарбрюккене и боролся против вхождения Саара в состав Третьего рейха.
В это время Ольден мог публиковаться только в эмигрантских газетах: Das Neue Tage-Buch, Pariser Tageblatt и Die Sammlung. По приглашению дипломата Гилберт Марри Ольден прибыл в Великобританию выступить в Лондоне и Оксфорде с лекциями по истории Германии и внутренней политике. Ольден активно работал в эмигрантском пен-клубе, искал полезные контакты, помогал получить визы и оказывал материальную поддержку коллегам. При посредничестве Рудольфа Ольдена Роберту Музилю с супругой удалось эмигрировать в Швейцарию. В 1935 году Ольден опубликовал в амстердамском издательстве IDO Verlag биографию Гитлера на немецком языке, в 1936 году этот труд вышел лна английском языке под заглавием Hitler the Pawn.
В 1936 году Ольден лишился гражданства Германской империи. Апатридом Ольден продолжил работать в Лондоне и активно поддерживал предложение наградить арестованного национал-социалистами Карла Осецкого Нобелевской премией мира. С началом войны Рудольфа Ольдена интернировали, тяжелобольной Ольден в 1940 году принял предложенную ему ставку доцента в Новой школе в Нью-Йорке. Супруги к этому времени уже отправили дочь в безопасную Канаду. Британский пассажирский пароход City of Benares, на котором Ольден с супругой отплыли в Канаду, был потоплен 18 сентября 1940 года в Атлантическом океане немецкой подводной лодкой U 48. Ольден и его супруга оказались в числе 248 погибших при этом пассажиров.